# Tupuji Imere Football Club
Il Tupuji Imere Football Club è una società calcistica di Mèlè, frazione di Port Vila, capitale di Vanuatu. Sono noti popolarmente anche come "i Mele".

## Storia
Nel 2002 ha vinto la LBF League di Vanuatu; da allora il miglior risultato è stato il 2º posto nel Campionato di Vanuatu.
Per cercare di rompere l'egemonia delle due principali squadre di Vanuatu, il Tafea e l'Amicale, i Mele del Tupuji Imere FC hanno acquistato, nel luglio 2012, due calciatori nigeriani professionisti, Ezekiel Odafin Edewor e Solomon Opeyemi Olatade..

## Rosa 2012-2013[4]
| N. |                           | Ruolo | Calciatore                |
| -- | ------------------------- | ----- | ------------------------- |
|    | Vanuatu (bandiera)        | D     | Malon Kaltanak            |
|    | Vanuatu (bandiera)        | D     | Raoul Couloun             |
|    | Vanuatu (bandiera)        | D     | Saimata Chilia (capitano) |
|    | Vanuatu (bandiera)        | C     | Pita Kalotang             |
|    | Isole Salomone (bandiera) | C     | Delced Mele               |
|    | Vanuatu (bandiera)        | C     | Barry Mansale             |
|    | Vanuatu (bandiera)        | C     | Michel Couloun            |
|    | Nigeria (bandiera)        | C     | Ezekiel Odafin Edewor     |
|    | Nigeria (bandiera)        | A     | Solomon Opeyemi Olatade   |
|    | Vanuatu (bandiera)        | A     | R. Serveux                |

## Palmarès

### Competizioni nazionali
- Campionato vanuatuano: 1

2017-2018
- LBF League : 1

2002

### Altri piazzamenti
- Campionato vanuatuano:

Secondo posto: 2006, 2007